# Stenosoma nadejda
Stenosoma nadejda is een pissebed uit de familie Idoteidae. De wetenschappelijke naam van de soort is voor het eerst geldig gepubliceerd in 1989 door Rezig.